# Alexandre Iline-Jenevski
Pour les articles homonymes, voir Iline.
Alexandre Fiodorovitch Iline-Jenevski (en russe : Александр Фёдорович Ильин-Женевский ; ISO 9 : Aleksandr Fëdorovič Il'in-Ženevskij), né le 28 novembre 1894 à Saint-Pétersbourg et mort le 3 septembre 1941 à Novaïa Ladoga, est un joueur d'échecs russe. Plus que ses résultats personnels, c'est son rôle-clé dans la naissance de « l'école soviétique des échecs », qui dominera la discipline à partir de la Seconde Guerre mondiale, que l'histoire a retenu.

## Biographie

### Les débuts
Au début 1910, il visite pour la première fois le club d'échecs de Saint-Pétersbourg et la même année, il participe au championnat de la ville. En raison de son inexpérience, il termine dernier. En 1912, à la suite de son engagement révolutionnaire auprès des Bolcheviks, il est arrêté, puis renvoyé de son école.

### En Suisse
Grâce à l'aide d'un mécène, il s'installe à Genève, en Suisse, pour y terminer sa formation. Il y poursuit son activité échiquéenne, et en février 1914, il remporte le championnat genevois. Pendant l'été de la même année, il prend part au championnat suisse, où il stagne en milieu de classement.

### Dans l'armée russe
Peu après, il rentre en Russie et change son nom en Iline-Jenevski (Jenevski est la forme russe de Genève) pour éviter la confusion avec Lénine qui avait signé quelques articles sous le pseudonyme de Iline). À Saint-Pétersbourg, il participe à un match contre le Maître Tchepournov qui se termine à égalité (+4 -4 =5). Au début 1915, il est incorporé dans l'armée ; en mai, il achève sa formation à l'école des cadets et est envoyé au front. Le 9 juillet, il est touché par des éclats de grenade et gravement blessé. Soigné pendant près d'un an, il oublie complètement les règles du jeu d'échecs, qu'il doit réapprendre depuis le début.

### La Révolution de Février
En janvier 1917, il participe de nouveau au championnat de Saint-Pétersbourg, compétition qui n'arrivera toutefois pas à son terme en raison de la Révolution de février 1917. Il travaille alors pour les journaux Soldatskaïa Pravda et Krasnaïa Gazeta. En 1931, il écrira un livre sur cette période.

### Organisation de l'activité échiquéenne
En décembre 1918, Iline-Jenevski se rend à Moscou et essaie de réanimer l'activité échiquéenne moribonde. Ses contacts politiques personnels se révèlent très utiles. En 1920, il est un rouage essentiel dans l'organisation de l'Olympiade pan-russe qui est considérée comme le premier championnat soviétique d'échecs. Lui-même prend part au tournoi et partage la 9e place ; il peut cependant obtenir un match nul contre le vainqueur du tournoi, Alexandre Alekhine. À partir de 1920, il rédige la chronique échecs dans le journal K novoï armii, un important journal de la Russie révolutionnaire. Plus tard, il est rédacteur du journal Chakhmatny Listok, qui sous le titre Chakhmaty v SSSR durera jusqu'à la fin de l'Union soviétique.

### Activité échiquéenne
Depuis 1923, Iline-Jenevski vit à Leningrad. En 1925, il termine premier ex aequo du championnat de la ville, ce qui lui vaut d'être qualifié pour le championnat d'Union soviétique où il termine 6e ex aequo. La même année, il participe au tournoi international de Moscou et termine 9e ex aequo ; il bat José Raúl Capablanca dans une partie, où il n'hésite pas à faire un sacrifice de dame, ce qui fait grand bruit à l'époque. En 1926 et 1928, il est champion de Leningrad et en 1927, champion des Forces ouvrières.

### Dernières années
Pendant les années 1930, la santé d'Iline-Jenevski se dégrade en raison de traumatismes de guerre et il ne peut plus participer à des tournois importants. Il dispute le dernier de ses neuf championnats d'Union soviétique en 1937.
Il exerce cependant une influence déterminante sur le développement de l'école soviétique et participe à la recherche de jeunes talents. Il soutient le jeune Mikhaïl Botvinnik. En 1933, il organise d'ailleurs le match entre Mikhail Botvinnik et Salo Flohr.
Il est tué en septembre 1941 sur le lac Ladoga lors d'un bombardement allemand pendant le siège de Léningrad.

## Le théoricien
La position obtenue après 1. d4 f5 2. g3 Cf6 3. Fg2 e6 4. c4 Fe7 5. Cf3 d6 6. O-O O-O est une variante de la défense hollandaise qui porte son nom.
Dans la variante des quatre pions de la défense Alekhine la variante Iline-Jenevski est obtenue après 1. e4 Cf6 2. e5 Cd5 3. d4 d6 4. c4 Cb6 5. f4 dxe5 6. fxe5 Cc6 7. Cf3 Fg4 8. e6 fxe6 9. c5.

## Publication
- Alexander Ilyin-Zhenevsky, Notes of a Soviet Master, Yorklyn, Caissa Editions, 1986  (ISBN 0-939433-00-1)